# Cahagnolles
Cahagnolles est une commune française, située dans le département du Calvados en région Normandie, peuplée de 253 habitants.

## Géographie
| Planquery | Castillon, Saint-Paul-du-Vernay | Saint-Paul-du-Vernay                                                                |
| Planquery | Cahagnolles                     | Aurseulles (comm. dél. de Torteval-Quesnay)                                         |
| Foulognes | Sainte-Honorine-de-Ducy         | Aurseulles (comm. dél. de Torteval-Quesnay), Caumont-sur-Aure (comm. dél. de Livry) |

### Hydrographie
La commune est située dans le bassin Seine-Normandie. Elle est drainée par l'Aurette, le cours d'eau 01 de la Coudraye et le fossé 01 de la Dîme,,.
L'Aurette, d'une longueur de 12 km, prend sa source dans la commune de Sainte-Honorine-de-Ducy et se jette  dans l'Aure à Trungy, après avoir traversé six communes. 

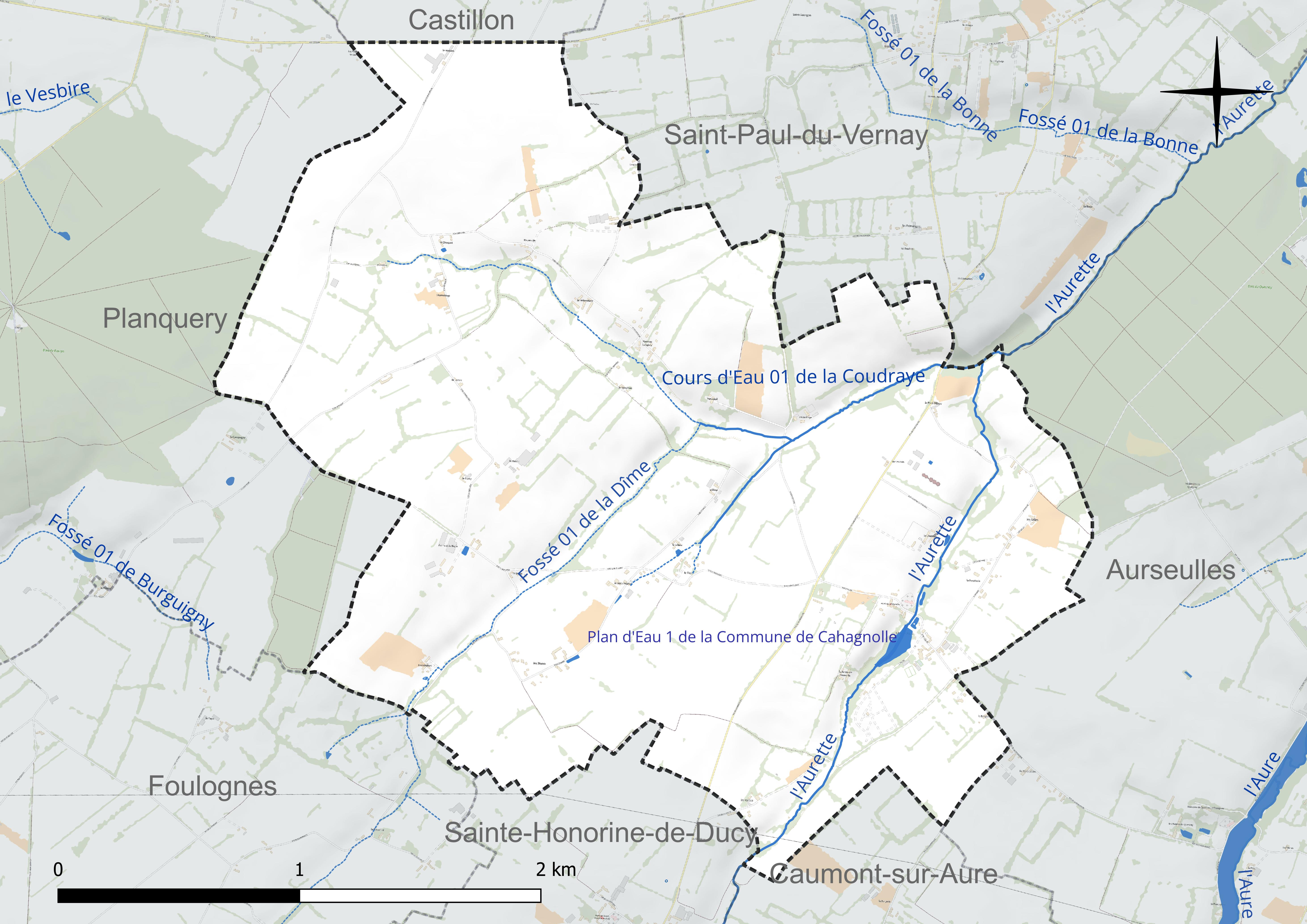
Réseau hydrographique de Cahagnolles.

Un plan d'eau complète le réseau hydrographique : le plan d'eau 1 de la commune de Cahagnolle (1,1 ha),.

### Climat
Pour des articles plus généraux, voir Climat de la Normandie et Climat du Calvados.
En 2010, le climat de la commune est de type climat océanique franc, selon une étude du CNRS s'appuyant sur une série de données couvrant la période 1971-2000. En 2020, Météo-France publie une typologie des climats de la France métropolitaine dans laquelle la commune est exposée à un climat océanique et est dans la région climatique  Normandie (Cotentin, Orne), caractérisée par une pluviométrie relativement élevée (850 mm/a) et un été frais (15,5 °C) et venté. Parallèlement le GIEC normand, un groupe régional d'experts sur le climat, différencie quant à lui, dans une étude de 2020, trois grands types de climats pour la région Normandie, nuancés à une échelle plus fine par les facteurs géographiques locaux. La commune est, selon ce zonage, exposée à un « climat contrasté des collines », correspondant au Bocage normand, bien arrosé, voire très arrosé sur les reliefs les plus exposés au flux d'ouest, et frais en raison de l'altitude.
Pour la période 1971-2000, la température annuelle moyenne est de 10,4 °C, avec  une amplitude thermique annuelle de 11,8 °C. Le cumul annuel moyen de précipitations est de 865 mm, avec 13,2 jours de précipitations en janvier et 7,7 jours en juillet. Pour la période 1991-2020, la température moyenne annuelle observée sur la station météorologique la plus proche, située sur la commune de Balleroy-sur-Drôme à 6 km à vol d'oiseau, est de 11,2 °C et le cumul annuel moyen de précipitations est de 924,3 mm,. Pour l'avenir, les paramètres climatiques de la commune estimés pour 2050 selon différents scénarios d'émission de gaz à effet de serre sont consultables sur un site dédié publié par Météo-France en novembre 2022.

## Urbanisme

### Typologie
Au 1er janvier 2024, Cahagnolles est catégorisée commune rurale à habitat très dispersé, selon la nouvelle grille communale de densité à 7 niveaux définie par l'Insee en 2022.
Elle est située hors unité urbaine. Par ailleurs la commune fait partie de l'aire d'attraction de Caen, dont elle est une commune de la couronne,. Cette aire, qui regroupe 296 communes, est catégorisée dans les aires de 200 000 à moins de 700 000 habitants,.

### Occupation des sols
L'occupation des sols de la commune, telle qu'elle ressort de la base de données européenne d'occupation biophysique des sols Corine Land Cover (CLC), est marquée par l'importance des territoires agricoles (99,8 % en 2018), une proportion identique à celle de 1990 (99,8 %). La répartition détaillée en 2018 est la suivante : 
terres arables (55,4 %), prairies (44,4 %), forêts (0,2 %). L'évolution de l'occupation des sols de la commune et de ses infrastructures peut être observée sur les différentes représentations cartographiques du territoire : la carte de Cassini (XVIIIe siècle), la carte d'état-major (1820-1866) et les cartes ou photos aériennes de l'IGN pour la période actuelle (1950 à aujourd'hui).

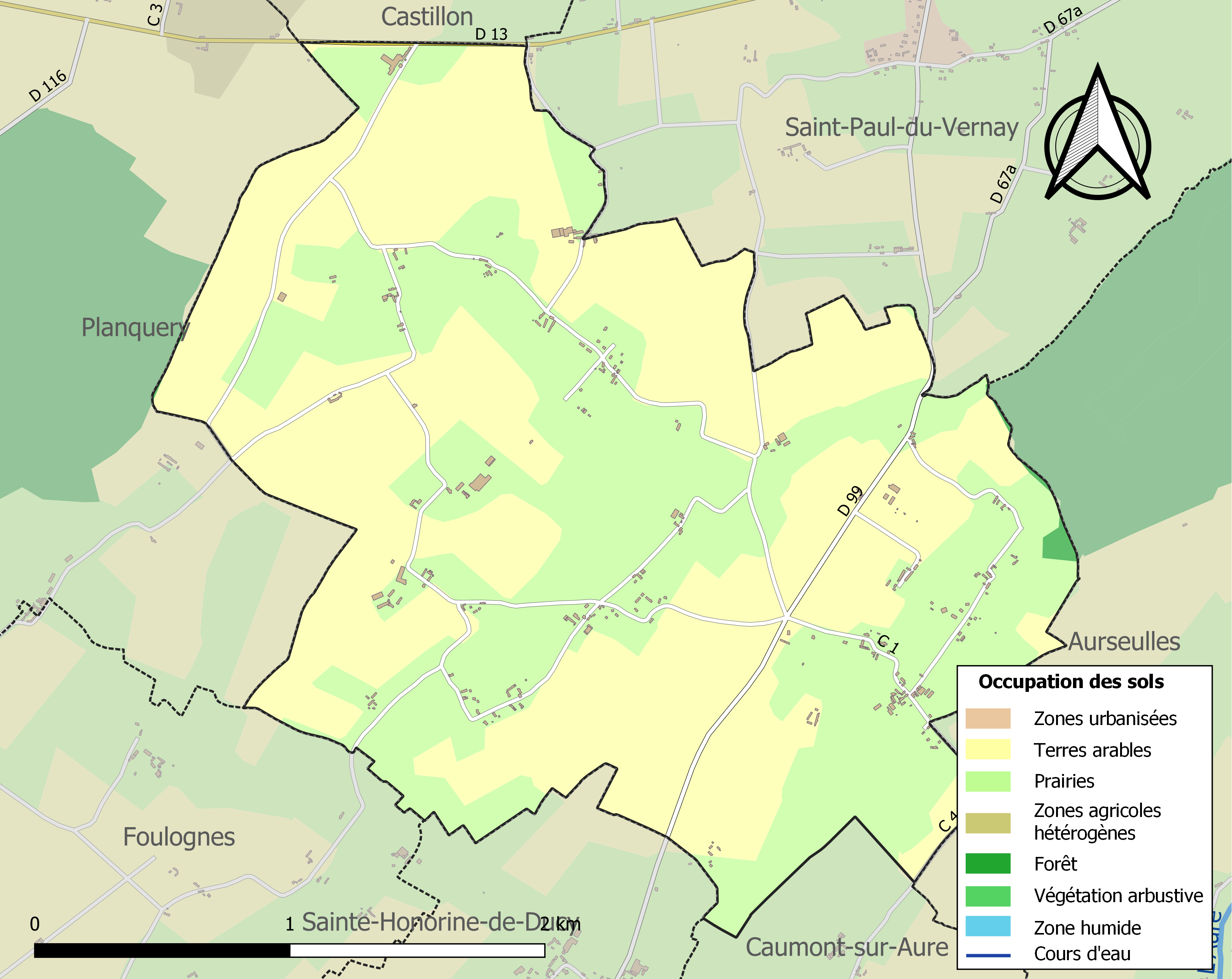
Carte des infrastructures et de l'occupation des sols de la commune en 2018 (CLC).

## Toponymie
Le nom de la localité est attesté sous la forme Cahanole en 1154 (charte du Plessis-Grimoult), Cahaindole en 1203 (magni rotuli, p. 92), Kahaignoles en 1245 (cartulaire de l'abbaye de Mondaye), Kahaignoliœ 1269 (chap. de Bayeux), Cahaignole en 1269 (charte de l'abbaye d'Ardennes, n° 269), Kahagnoles et Kahaignoles en 1277 (cart. norm. nos 902 et 932, p. 217 et 232), Cavegnolœ et Cavenolœ au XIIIe siècle (livre blanc de Troarn), Kaalnoles et Kaanoles en 1290 (censier de Saint-Vigor-le-Grand, n° 48 ; bibl. nat. cart. n° 177), Cahengnolez en 1417 (magni rotuli, p. 277), Cahengnolles en 1461 (archives nationales P. 272, n° 237).
Le toponyme serait issu du bas latin catanus, « genévrier », suivi du suffixe diminutif -eola et signifierait « petit ensemble de genévriers », ce qui est peu compatible avec les formes anciennes des différents Cahagnes (Calvados, Chaaines 1135); Cahaignes (Eure, Cahainnes 1184); Chaignes et Chahaignes (Sarthe, Chahania IXe siècle), etc. pour lesquelles on ne note aucune trace d'un [t] intervocalique pouvant conforter cette explication.
Le gentilé est Cahagnollais.

## Politique et administration
| Période                                  | Période  | Identité     | Étiquette | Qualité     |
| ---------------------------------------- | -------- | ------------ | --------- | ----------- |
| juin 1995                                | En cours | Michel Léger | SE        | Agriculteur |
| Les données manquantes sont à compléter. |          |              |           |             |

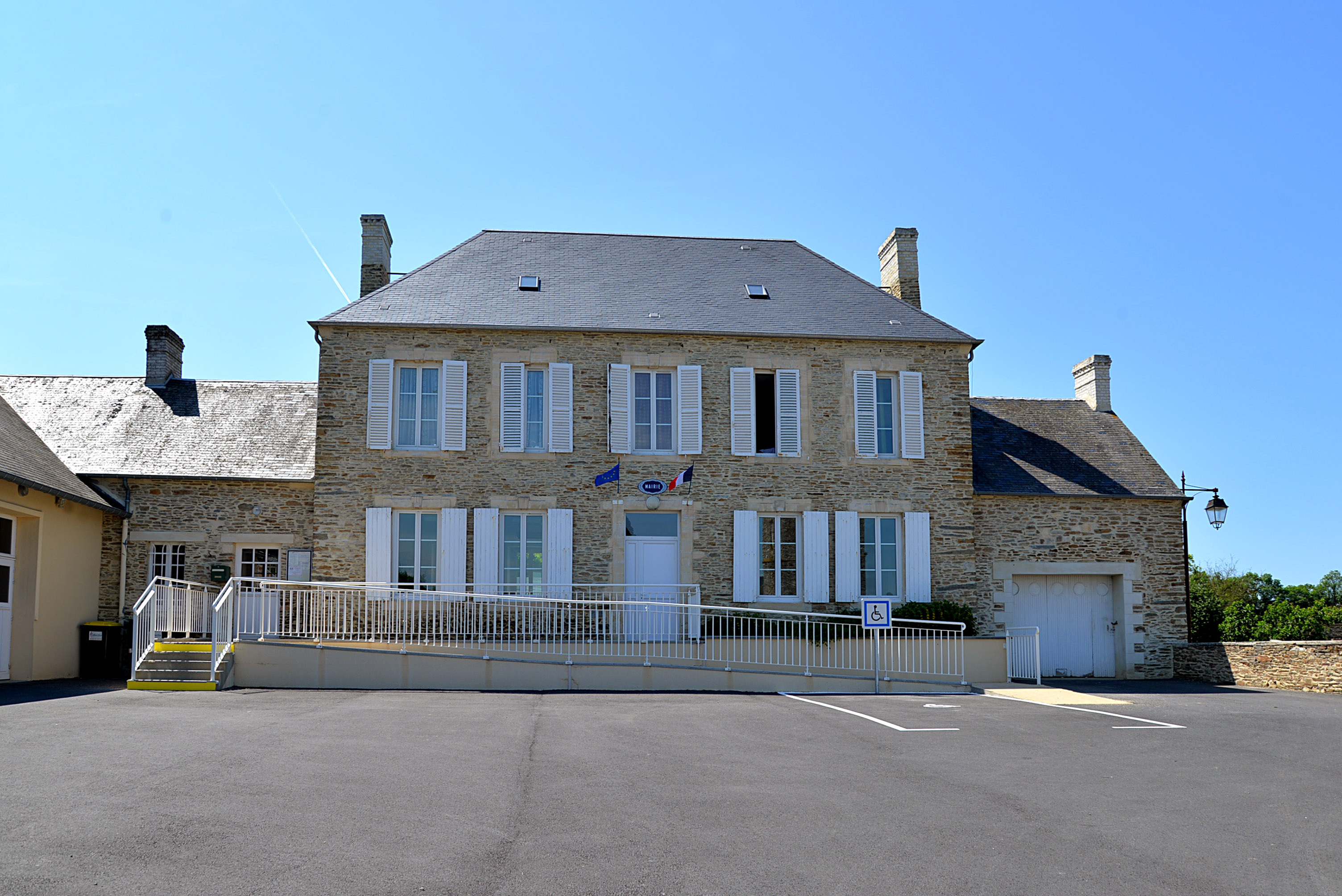
La mairie.

Le conseil municipal est composé de onze membres dont le maire et deux adjoints.

## Démographie
L'évolution du nombre d'habitants est connue à travers les recensements de la population effectués dans la commune depuis 1793. Pour les communes de moins de 10 000 habitants, une enquête de recensement portant sur toute la population est réalisée tous les cinq ans, les populations de référence des années intermédiaires étant quant à elles estimées par interpolation ou extrapolation. Pour la commune, le premier recensement exhaustif entrant dans le cadre du nouveau dispositif a été réalisé en 2007.
En 2022, la commune comptait 253 habitants, en évolution de −0,39 % par rapport à 2016 (Calvados : +1,58 %, France hors Mayotte : +2,11 %).
Cahagnolles a compté jusqu'à 516 habitants en 1806.
| 1793 | 1800 | 1806 | 1821 | 1831 | 1836 | 1841 | 1846 | 1851 |
| ---- | ---- | ---- | ---- | ---- | ---- | ---- | ---- | ---- |
| 491  | 490  | 516  | 497  | 477  | 480  | 427  | 440  | 443  |

| 1856 | 1861 | 1866 | 1872 | 1881 | 1886 | 1891 | 1896 | 1901 |
| ---- | ---- | ---- | ---- | ---- | ---- | ---- | ---- | ---- |
| 436  | 465  | 481  | 436  | 401  | 395  | 388  | 331  | 311  |

| 1906 | 1911 | 1921 | 1926 | 1931 | 1936 | 1946 | 1954 | 1962 |
| ---- | ---- | ---- | ---- | ---- | ---- | ---- | ---- | ---- |
| 299  | 305  | 229  | 249  | 240  | 232  | 222  | 264  | 252  |

| 1968 | 1975 | 1982 | 1990 | 1999 | 2006 | 2007 | 2012 | 2017 |
| ---- | ---- | ---- | ---- | ---- | ---- | ---- | ---- | ---- |
| 216  | 160  | 148  | 172  | 177  | 210  | 215  | 255  | 254  |

| 2022 | - | - | - | - | - | - | - | - |
| ---- | - | - | - | - | - | - | - | - |
| 253  | - | - | - | - | - | - | - | - |

## Lieux et monuments
- L'église Saint-Pierre.
- Le château de Vercreuil, du XVIIe siècle, dont l'architecte serait Mansard. Il a été réhabilité par ses nouveaux propriétaires, à compter de 1991[réf. nécessaire].

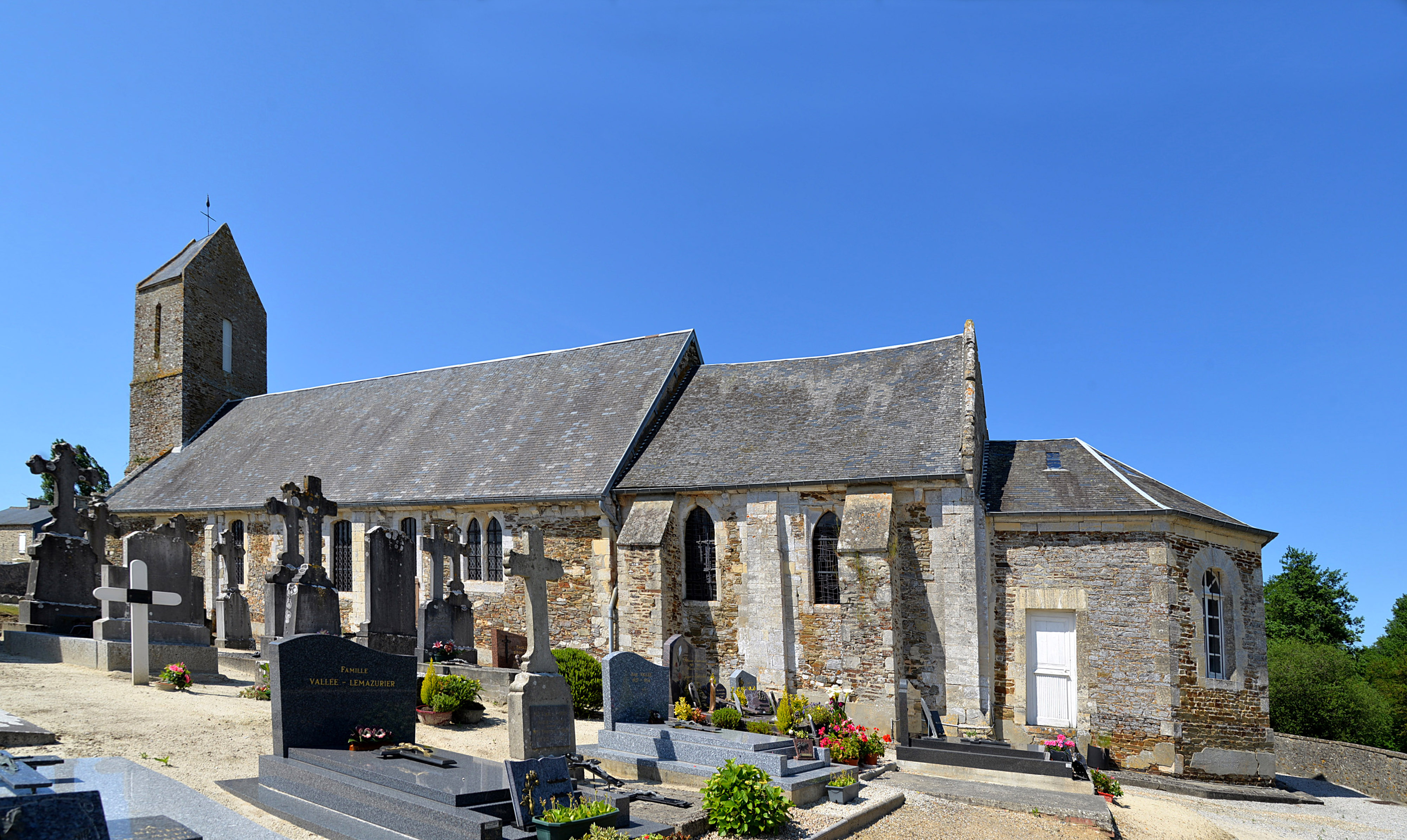
L'église Saint-Pierre.
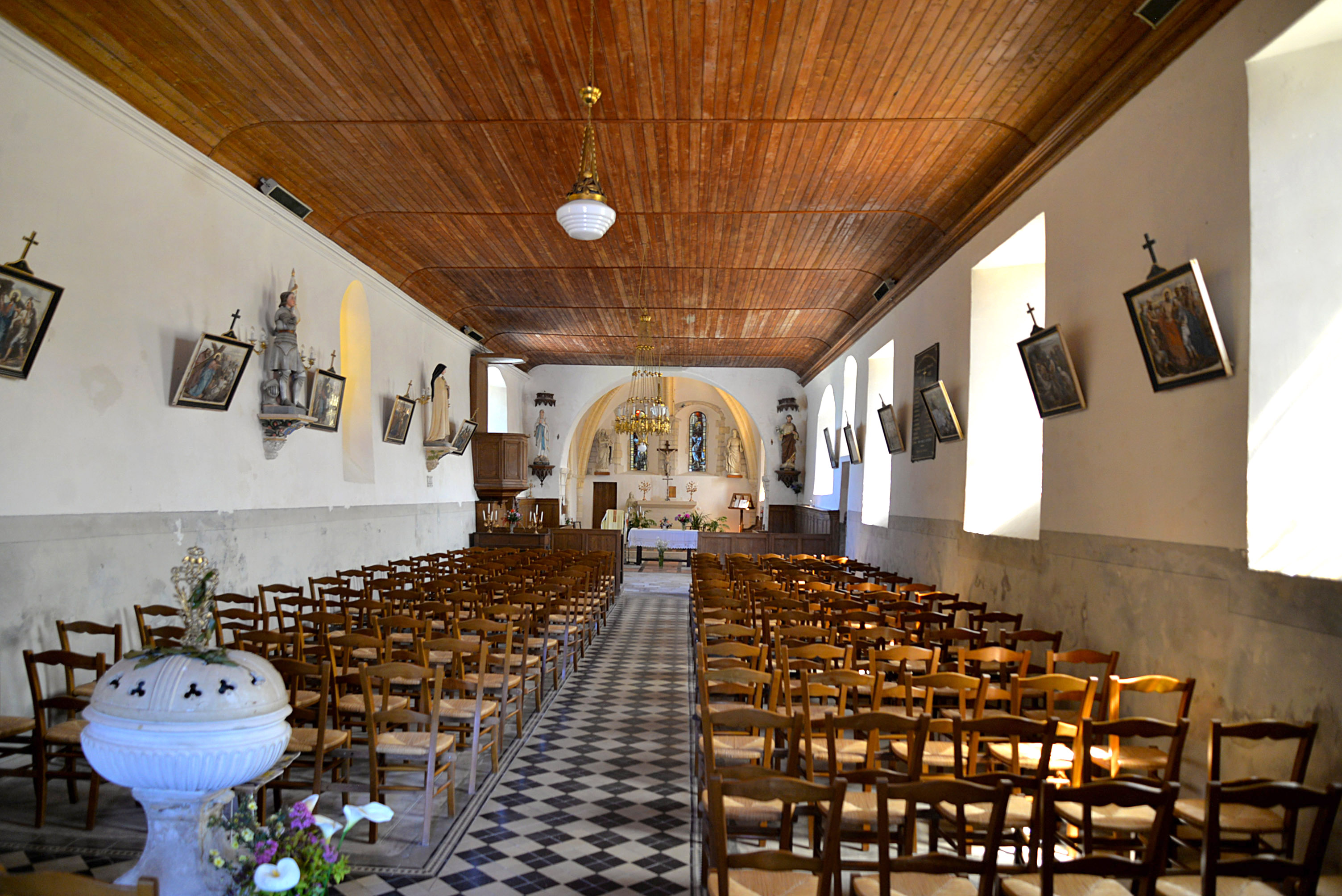
La nef de l'église Saint-Pierre.
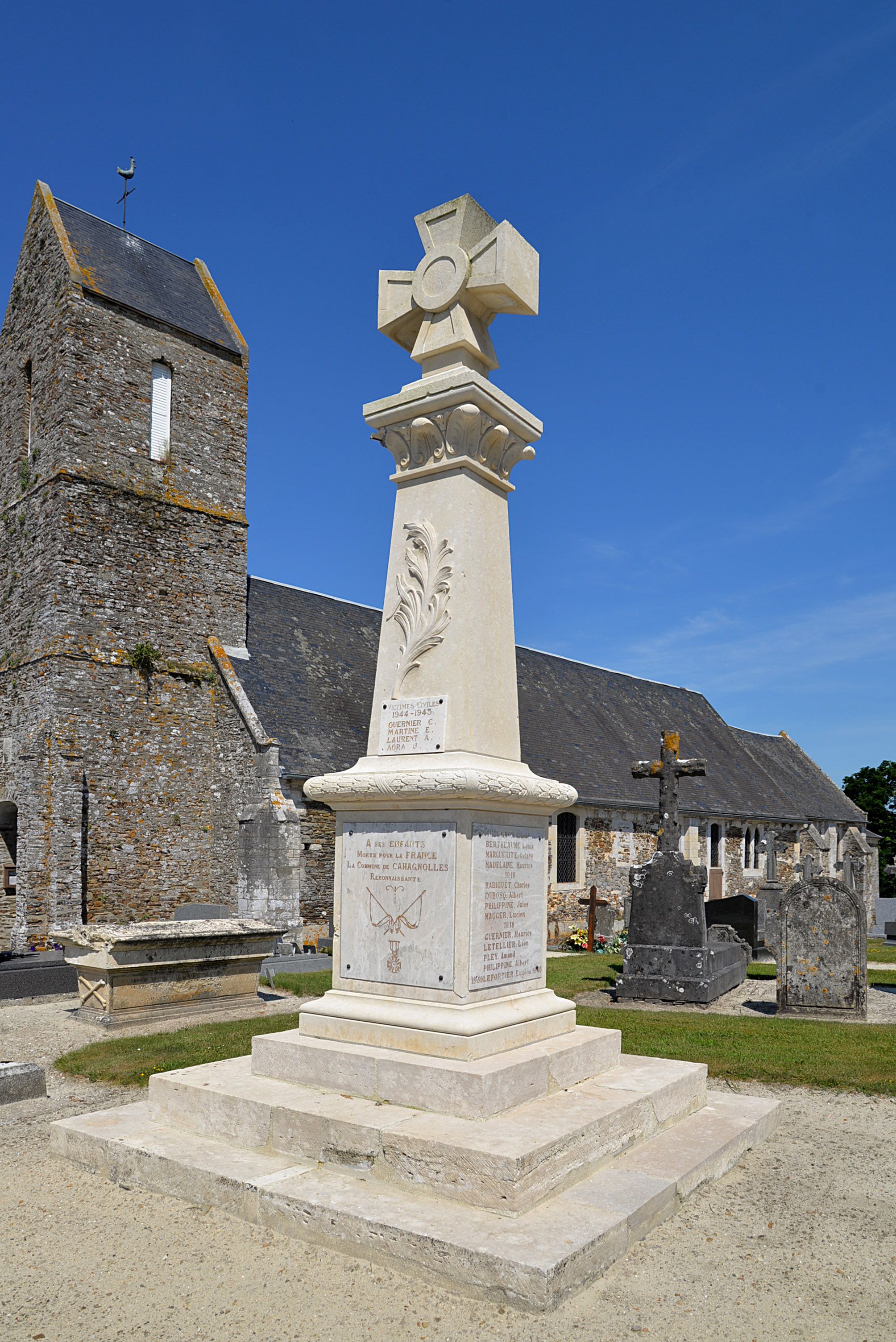
Le monument aux morts.